# Shamarpa

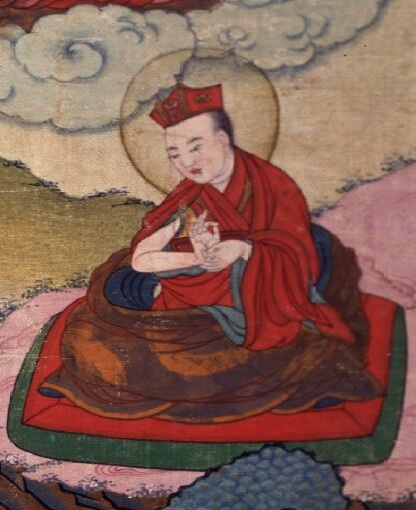

Shamarpa (Tibetano: ཞྭ་དམར་པ་; Wylie: Zhwa-dmar-pa; lett. "Quello (pa) dalla Corona (zhwa) Rossa (dmar)", conosciuto anche come Shamar Rinpoche, è il capo del lignaggio Shamarpa, il più importante tra i vari lignaggi della scuola Karma Kagyü del Buddismo tibetano, dopo quello dei Karmapa.

## Storia
Il primo Shamarpa, Khedrup Drakpa Senge (1283-1349),  fu il discepolo principale del terzo Karmapa, Rangjung Dorje. Rangjung Dorje diede al discepolo la corona rosso-rubino ed il titolo di Shamarpa, stabilendo così, dopo quella del Karmapa stesso, la seconda linea di Lama reincarnati del Buddismo tibetano (tulku). Questo fatto rappresentò il compimento della predizione del secondo Karmapa, Karma Pakshi, che affermò "I futuri Karmapa si manifesteranno in due forme". Quando il quarto Karmapa, Rolpe Dorje, restituì la corona rossa al secondo Shamarpa, ricordò la predizione di Karma Pakshi, affermando: "Tu sei una manifestazione, io sono l'altra. Perciò, noi abbiamo in egual misura la responsabilità di mantenere la continuità degli insegnamenti del lignaggio Kagyu".
Il 14° Shamarpa fu Mipham Chokyi Lodro, nato a Derge in Tibet nel 1952 e morto nel 2014 a Renchen in Germania.  All'età di quattro anni, egli venne riconosciuto come Shamarpa da suo zio, il 16° Karmapa.
Dopo la morte del 16° Karmapa, avvenuta nel 1981, il 27 settembre 1992 il Situ Rinpoche, la guida spirituale dei Tai Situpa, terzo lignaggio più importante della scuola Kagyu, ha nominato 17° Karmapa Ogyen Trinley Dorje, mentre lo Shamar Rinpoche, capo degli Shamarpa, in conflitto con il Tai Situpa, ha investito della stessa carica Trinley Thaye Dorje il 17 marzo 1994. La controversia che si è creata, non si è tuttora risolta ed ha generato divisioni in seno al buddismo tibetano.
Shamarpa è considerato la manifestazione del Buddha Amitabha. Tradizionalmente gli Shamarpa vengono associati al monastero di Yangpachen, vicino a Lhasa.

## Il Lignaggio degli Shamarpa
1. Khedrup Drakpa Senge, (1284-1349)
2. Shamar Khachö Wangpo, (1350-1405)
3. Shamar Chöpal Yeshe, (1406-1452)
4. Shamar Chokyi Drakpa Yeshe Pal Zangpo, (1453-1526)
5. Shamar Köncho Yenlak,(1526-1583)
6. Shamar Mipan Chökyi Wangchuk,(1584-1629)
7. Shamar Yeshe Nyinpo, (1631-1694)
8. Palchen Chökyi Döndrup, (1695-1732)
9. Könchog Geway Yungnay,(1733-1741)
10. Mipam Chödrup Gyamtso,(1742-1793)
11. (sconosciuto, costretto all'anonimato dai reggenti dell'11º Dalai Lama,  Khendrup Gyatso, che tentarono di sottomettere la scuola Kagyu alla scuola Gelugpa)
12. Tugsay Jamyang Rinpoche
13. (un bambino che sopravvisse solo un anno)
14. Mipham Chokyi Lodro, (1952 - 2014) morto il giorno 11 giugno 2014